# Gabrielle Christian
Pour les articles homonymes, voir Gabrielle et Christian.
Gabrielle Christian Horchler (née le 30 juillet 1984 à Washington DC) est une actrice américaine. 

## Biographie
Gabrielle utilise le pseudonyme Christian en la mémoire de son frère décédé en 1991 de la mort subite du nourrisson.
Son père Gabe est libraire et sa mère Joani est directrice d'une association liée à la mort subite du nourrisson créée après la perte de son fils Christian en 1991. Elle a quatre sœurs. Elle a des origines hongroises et parle d’ailleurs couramment hongrois, un peu russe et français.
Elle a grandi à Cheverly, dans le Maryland et étudié le théâtre à l’université de Pittsburgh avant de partir pour la Californie à l’âge de 19 ans. Elle a commencé sa première en concert alors qu'elle était à l'école secondaire Eleanor Roosevelt High School situé à Greenbelt, sur une série télévisée appelée Young Americans. 
Ses passions sont le yoga, le ski, le jogging, la natation et le chant, elle a d'ailleurs chanté en grande partie dans Girltrash: All Night Long. Son single s'intitule "Kissing Mandy".

## Carrière
Elle incarne Spencer Carlin dans la série South of Nowhere, ainsi que Colby Robson dans la Web-Série comique Girltrash! et son film dérivé Girltrash: All Night Long. Elle est également apparue dans de nombreuses séries télévisées telles que Numb3rs, Les Experts : Miami, Drake et Josh, Windfall : Des dollars tombés du ciel (Windfall), FBI : Portés disparus, et What Should You Do? (en).

## Engagement
Gabrielle est la porte-parole de l'association dirigée par sa mère. 
Elle est récemment devenue le porte-parole d'une autre organisation, FAIR Fonds, qui œuvre à faire participer les jeunes dans les domaines de la lutte contre la violence familiale et les agressions sexuelles. 

## Filmographie

### Télévision
- 2005-2008 : South of Nowhere : Spencer Carlin
- 2010 : Dr House (saison 7, épisode 5) : Justine
- 2012 : Jersey Shore Shark Attack : Penelope

### Webséries
- 2007 : Girltrash

### Cinéma
- 2014 : Girltrash: All Night Long : Colby Robson